# 细剪尾蜂鸟
细剪尾蜂鸟（学名：Doricha enicura），是雨燕目蜂鸟科的一种鸟类。
细剪尾蜂鸟体重约2.4克，翼长约36.5毫米，嘴峰长约21.9毫米，喙宽度约1.4毫米，喙厚度约1.5毫米，跗蹠长约3.8毫米，尾长约47.6毫米。细剪尾蜂鸟在其分布区内为留鸟，其栖息在半开放的中等高度的林地中，食性为草食性，主要食物来源是植物的花蜜。
细剪尾蜂鸟分布于墨西哥南部高原至洪都拉斯西部及萨尔瓦多。该物种是单型物种，没有亚种分化。